# آكلات العسل وأشباهها
آكلات العسل وأشباهها (الاسم العلمي: Meliphagoidea) هي فصيلة عليا من الطيور يتبع رتيبة الطيور المغردة من رتبة العصفوريات.

## التصنيف
- آكلات العسل
  - آكل العسل
  - المغبب